# Aphonus densicauda
Aphonus densicauda är en skalbaggsart som beskrevs av Thomas Casey 1915. Aphonus densicauda ingår i släktet Aphonus och familjen Dynastidae. Inga underarter finns listade i Catalogue of Life.